# 古斯塔夫超重型鐵道炮
德國800mm K（E）列車炮又稱為古斯塔夫巨炮（德文：／，英文：Heavy Gustav），第二座鐵道炮稱為多拉巨炮（Dora）。這兩座鐵道炮是納粹德國时期由克虏伯制造的超重型火炮。其設計與製造目標是為了提供前線部隊曲射支援火力，擊毀當時仍然為各國陸軍視為防禦主幹的大型要塞與巨型碉堡。為了追求強大的破壞力，因此該火炮口径高達800毫米，重達1350吨，可將重達7噸的砲彈投射到50公里以外的目標。
然而其巨大的體積必须由將近一個營約250人以三個工作天的時間组装起來，另外將近一個旅大約2500人負責舖設鐵軌，以及支援空防或其他勤務，才能夠開始進行砲弹射擊。可以說是人类有史以来最大口徑可移動的（膛線）大砲，儘管美軍后来擁有口徑高達36英吋的「小大衛」迫擊砲，猶勝過古斯塔夫巨炮，但是缺乏精準度與實戰經驗。
古斯塔夫列車炮就像卡爾臼炮一樣，所需要壓制與擊毀的目標就是法國當時的「馬奇諾防線」，然而該防線因曼斯坦因想出從阿登山脈率領第19裝甲軍从110公里的峽谷越過的「镰刀收割」方案，以致於古斯塔夫列車砲與卡爾臼砲都失去大顯身手的機會。
希特勒於莫斯科戰役失敗後，决心在1942年重返苏联战场并发动了藍色行動，將作戰矛頭指向高加索地区。為了解決猶如芒刺在背的黑海艦隊基地，希特勒派遣曼斯坦因元帥進攻賽瓦斯波托爾要塞。此要塞位於黑海之濱，經過俄國人的長久經營而发展为了幾乎攻不可破的堅固堡壘，屏衛著俄國的黑海艦隊的安全；克里米亞戰爭（塞瓦斯托波爾圍城戰）時，英法聯軍曾經為了攻佔此處付出了惨重的代價，而蘇聯更是在此設立大量的重型火炮，尤以兩座「高爾基炮台」最为著名。
德國為了摆平此劣勢，從國內調集了各种火炮。1942年5月，塞瓦斯托波爾要塞在古斯塔夫列車炮與卡爾臼砲的聯手合作下被攻克，埃里希·馮·曼施坦因元帅凭此獲得「塞瓦斯托波爾的征服者」的稱號。

## 發展沿革
1934年位於德國埃森的克虏伯公司接到來自德國陸軍司令部（德語：OKH）的一紙要求，信中表達希望克虏伯能夠設計出一款能夠擊毀馬奇諾防線上要塞的重炮，最好一炮就能打穿7公尺厚的混凝土掩體，或者1公尺厚的鋼板，然後還要從敵方砲兵無法還擊的距離外進行發射。
克虏伯的工程師艾利希·穆勒博士在計算後，發現如果要達到這個目標，光是砲彈就要重達七噸，口徑大約是800mm，炮管長度至少要30公尺，整個設備就要將近1000噸重；如果還要它具備機動性，它就需要將整體重量分攤在兩組鐵軌上。一般來說鐵道砲只有調整射擊仰角的動作，至於左右迴旋角度則依賴鐵軌的弧度，只要讓炮車前後移動即可完成迴旋角的修正；克虏伯公司為了「滿足客戶的需求」，同時還設計了不同口徑的鐵道重炮版本，有70cm、80cm、85cm，以及100cm共四種口徑。
一直到1936年3月之前，整個設計案在提交之後就不斷擱置；希特勒在視察克虜伯時又提起將巨型重炮導入量產的話題，然而這並非直接的要求，不過倒是讓800mm口徑的重炮又有重起爐灶的机会，最後在1937年初獲得生產製造許可。
第一座炮的組裝從1937年夏天開始，但是沒有想到的是，巨大的組件本來就有製造上的困難，加上一邊生產一邊組裝，反而到1940年都未見完工的希望，更不用說這本來就是該出廠交件的日期。
不過古斯塔夫巨炮的測試型火炮卻在1939年底於希勒斯雷奔的試射場完成測試，包括砲彈的貫穿能力檢驗；炮管以最大仰角發射，砲彈在半空中經過重力加速度的效應加持後成功地擊穿原本預定的7公尺厚的混凝土與1公尺厚的鋼板。然而令人訝異與不解的是當1940年中期在所有的測試都完成後，德國人反而將整個炮拆解銷毀。
由於正式的出場檢測（如果沒通過，古斯塔夫巨炮就會被拆解销毁）定於1941年春進行，為了這個重要的案子克虏伯的公司小老闆阿尔弗里德·克虏伯還親自到位於今天波蘭的達爾沃沃測試場接待希特勒。
檢測的結果讓希特勒要求多訂做兩門炮。不過在這一次檢測中並沒有實彈射擊，真正的實彈射擊一直到1941年9月10日，試射的砲管還不是搭載在真正的砲車上；第一炮就在希勒斯雷奔試射場發出雷鳴。到了11月又移師到達爾沃沃進行其他八次射擊測試，包括發射7,100公斤的穿甲弹（armor-piercing；AP），並且留下37,210公尺的射程紀錄。
在實戰中整個火炮必須搭配在特製的砲車上，炮車像是兩個並列的板車並列在兩座軌道上；板車下方有兩組轉向架，每一組轉向架用20根車軸，以至於整組炮車就要用掉80個滾輪。
古斯塔夫重砲的命名由來源自於埃福瑞德尊崇克虜伯前任的領導人兼埃福瑞德的父親古斯塔夫·克虜伯，因此而命名。

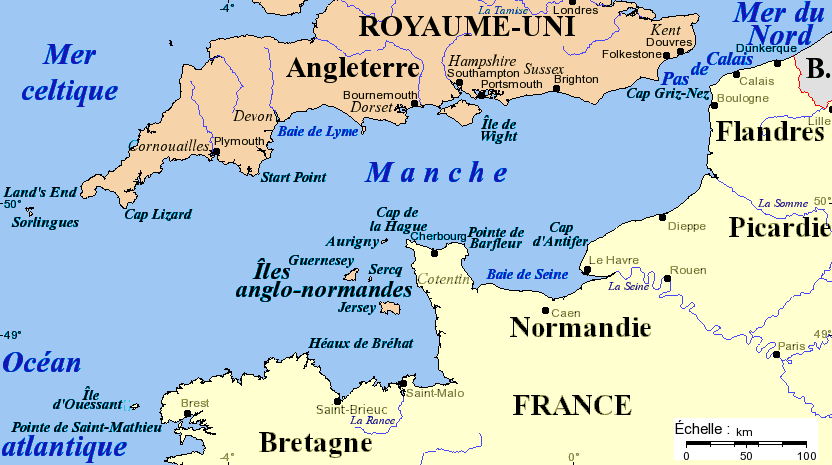
英吉利海峽圖；稍微注意右上角從加萊到多佛爾的距離僅有34公里左右，剛好古斯塔夫重砲普通彈也打得到，不過為了安全起見，前進部署不會推進到連皇家空軍都能輕易復仇的距離。

古斯塔夫重砲的彈藥概與卡爾臼炮一樣只有分為攻擊掩體的穿甲弹與對付一般目標的高爆彈（high-explosive shell）兩種；原本還有一款超程火箭增程彈（super-long-range rocket projectile）可以攻擊150公里以外的目標，但是炮管必須增長到84公尺；如果量產的話，英國多佛爾肯定要整個遷移，有可能倫敦東南角也岌岌可危。
克虜伯將第一座重砲免費轉送給德國陸軍；但是第二座重炮跟軍方要了700萬帝國馬克（當時美金與帝國馬克匯率約為1：4.2）；同樣地埃福瑞德以他妻子之名將第二座重砲命名為「朵拉」（Dora）重砲。

## 服役紀錄

### 古斯塔夫重砲

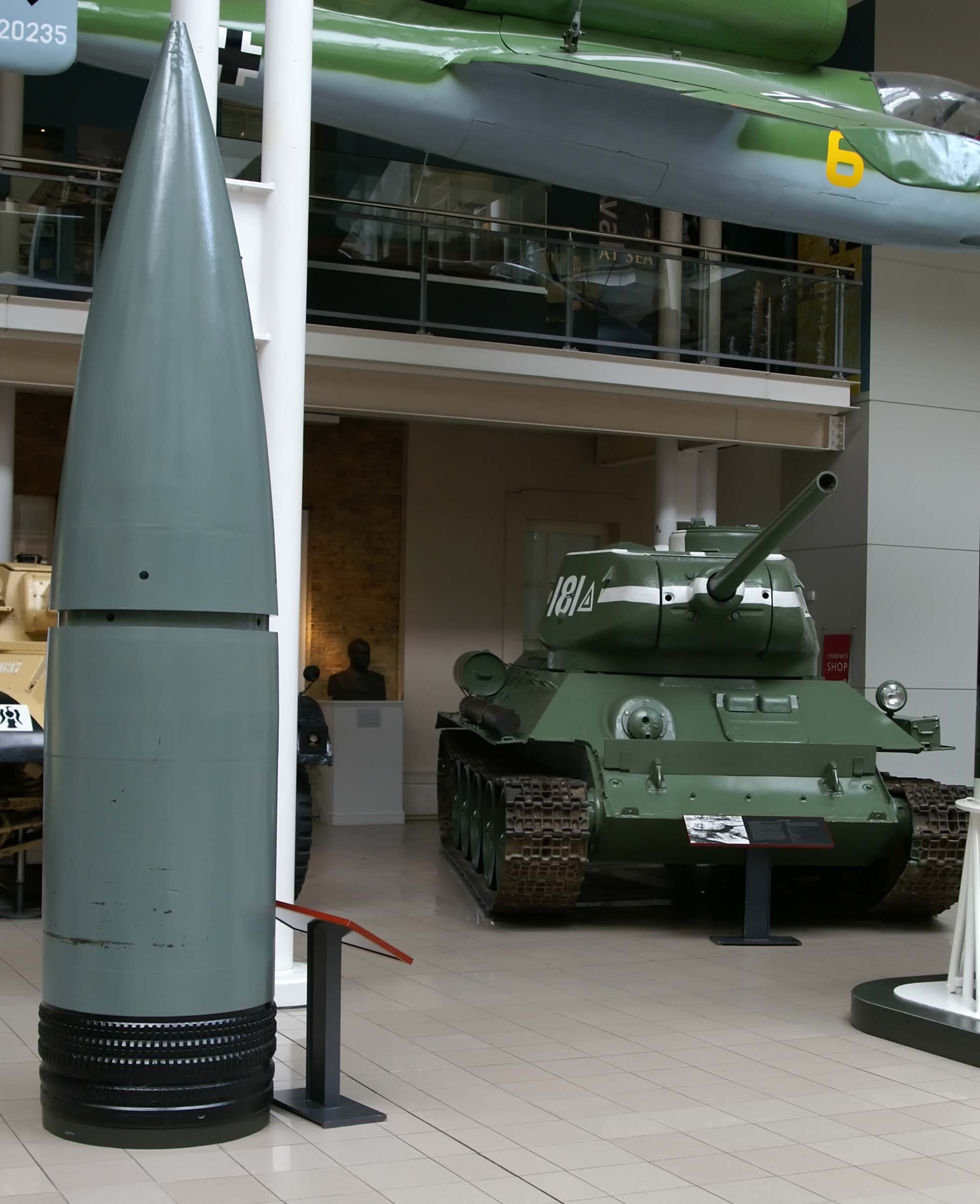
朵拉大炮的砲弹，後方為一輛T-34坦克

1942年2月第672重砲兵E組（Heavy Artillery Unit (E) 672）重新組建，並且於3月將古斯塔夫炮打包千里迢迢送到克里米亞戰場。光是運炮的列車就長達25節，前後算起來足足剛好一英里。
列車於3月初到達彼列科普地峽並且待到4月初。德軍工兵修築了一條鐵路支線到辛菲羅波爾－塞瓦斯托波爾鐵路上，距離目標16公里處；德軍在這條鐵路的終點又加了4個半迴圈軌道（從空中俯瞰類似一個右括弧跟一個左括弧靠在一起，中間再擠一個分隔線，就像「)|(」以供古斯塔夫重砲作射擊迴旋修正的空間。）準備了這麼多功夫其實只是要讓古斯塔夫重砲為後來的塞瓦斯托波爾戰役作暖身；古斯塔夫重炮於5月初進入陣地，到了6月5日，古斯塔夫重砲發出對大地的雷鳴。
以下就是古斯塔夫重砲的戰鬥紀錄：
1. 6月5日
  - 目標：海岸炮，距離25,000m，共射擊8發。
  - 目標：史達林堡壘（Fort Stalin），共發射6發。
2. 6月6日 
  - 目標：莫洛托夫堡壘（Fort Molotov），共射擊7發。
  - 目標：白色峭壁（The White Cliff）；一座位於塞汶那亞灣（Severnaya Bay）海平面下的彈藥庫，距離海平面30公尺深，由厚達10公尺的混凝土牆保護，歷經發射9次後成功擊毀引爆彈藥庫，同時擊沉一艘灣岸內的船隻。
3. 6月7日 
  - 目標：對西南方面攻擊矛頭的步兵與以火力支援，目標為一偏遠強化防禦工事；共發射7發。
4. 6月11日
  - 目標：西伯利亞堡壘（Fort Siberia），共射擊5發。
5. 6月17日 
  - 目標：馬克沁·高爾基堡壘（Fort Maxim Gorki）岸防砲陣地，共射擊5發。

圍城之戰一直到7月4日為止，塞瓦斯托波爾市可以說是一片廢墟了，德國人在這塊863.5km²的土地上一共傾倒了30,000噸的彈藥。古斯塔夫重砲足足發射了48發砲彈，將膛線全部磨光，還不包括在研發時期與測試期間一共250發的紀錄。趁著陣地轉移到東部戰線北邊而需要拆卸的同時，古斯塔夫重砲將舊的砲管送回埃森的原廠復刻膛線，順便換上備份的砲管。
這一次的目標是列寧格勒，陣地距離列寧格勒30公里，大約是泰奇（Taizy）車站附近。炮陣地都完成部署而重砲也進入戰備狀態了，不過最後高層取消了對列寧格勒的攻勢，炮組官兵們只好在附近度過1943年的新年。
冬天過完之後古斯塔夫重砲就回到德國進行大翻修，並且待在德國。長期以來一直有謠言宣稱古斯塔夫重砲也參與了1944年的華沙起義鎮壓行動，事實上只不過是因為波蘭陸軍博物館（Polish Army museum）展示一枚朵拉炮在達渥佛試射場所使用的砲彈，所以就以訛傳訛。
古斯塔夫重砲最後的命運是在1945年4月22日前被德國人自行炸燬以免淪入紅軍手中；其殘骸被發現於奧爾巴赫以北15公里，開姆尼茨西南50公里的森林中。

### 朵拉重砲
朵拉就是第二座重砲，但是也常常引起混淆，導致古斯塔夫重砲被誤認作朵拉重砲。朵拉曾經於1942年8月中抵達史達林格勒以西15km處進入預設的陣地準備進行戰備部署，戰備於9月13日完成，不過又很快地撤除並且離開陣地，原因是蘇聯部隊的合圍圈即將完成（11月19日，羅馬尼亞第四兵團全面崩潰，蘇聯軍於11月23日在喀拉赤完成合圍。見：天王星行動。），德軍竭盡所能不讓朵拉重砲淪入蘇聯手中。
儘管朵拉炮成功回到德國，最後還是嚴重崩壞而被拋棄。美軍在德國西部先尋獲古斯塔夫重砲之後，朵拉也被尋獲。

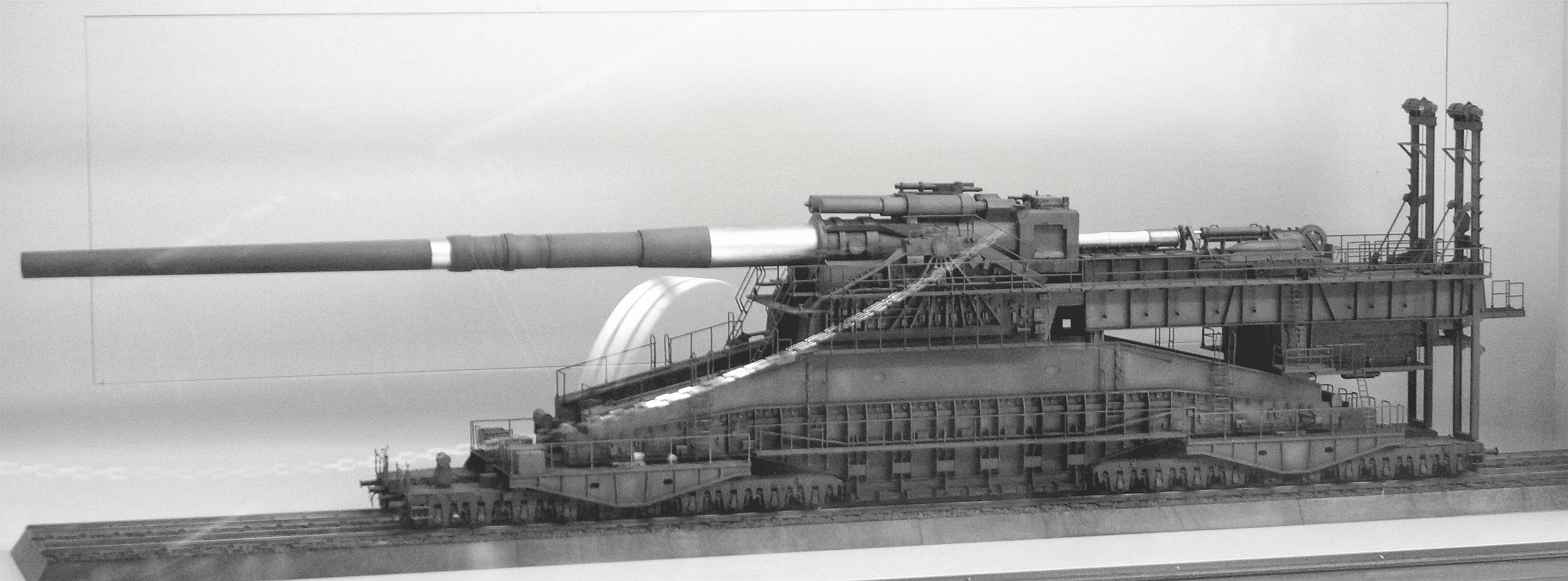
朵拉重砲模型

### 古斯塔夫重砲，增程版
就像M59加農炮（綽號「長湯姆」）一樣，古斯塔夫重砲也有「長古斯塔夫重砲」，採用520mm口徑，但是炮管長43m，相當於82.69倍徑。此炮發射一種專用的「超長程火箭增程彈」（super-long-range rocket projectiles），彈體重680kg，但是射程可達150~190公里；如果從加萊發射則倫敦也在射程內。這一座炮從來沒有完工過，無獨有偶地因為位於埃森的火炮製造工廠遭到皇家空軍的大轟炸，不論是否英國人已經得到情報來源而發起這項空襲，至少「多佛爾的惡夢」（The nightmare of Dover）是不會出現了。

### 陸地巡洋艦P. 1500怪獸計畫
P. 1500“怪兽”陆地巡洋舰（Landkreuzer P. 1500 Monster）是纳粹德国于第二次世界大战期间提出的一项超重型自行火炮计划，其本质上是将“古斯塔夫”超重型铁道炮安装在履带式底盘上，使其成为一个可移动的火炮平台。该计划由克虏伯公司于1942年12月提出，旨在搭载一门800毫米口径的“古斯塔夫”列车炮主炮，并辅以两门150毫米sFH 18榴弹炮及多挺15毫米MG 151/15机炮。构想中的P. 1500将使其巨大的主炮摆脱对铁路的依赖，理论上能像卡尔臼炮等自行火炮一样，在没有铁路的战区进行部署和发射。然而，考虑到这种巨型车辆在摧毁道路、无法使用桥梁以及战略运输上的巨大难题，加上其极易成为空袭目标，军备部长阿尔伯特·斯佩尔于1943年取消了该计划，使其最终停留在设计图阶段，从未进入实际制造。

## 德國800mm K（E）鐵道炮的彈藥種類

### 高爆彈（High Explosive）
- 彈重：4.8噸（4,800kg）。
- 初速：每秒820公尺。
- 最大射程：48km。
- 彈頭炸藥當量：700kg。
- 威力：可炸出30ft（約一輛公車的長度）寬乘上30ft（約三層樓高）深的坑洞。

### 混凝土破甲榴彈（德語:Betongranate）
弹体由「鉻－鎳」合金鋼制成，被帽為鋁製。
- 彈體長度：3.6公尺。
- 彈體重量：7.1噸（7,100kg）。
- 初速：每秒720公尺。
- 最大射程：38km。
- 爆炸當量：250kg。
- 貫穿力：以最大仰角配合特殊裝藥可擊穿7公尺厚的混凝土，或1000毫米钢[1]。